# ミキオ・ハセモト
ミキオ・ハセモト（Mikio Hasemoto、漢字：長谷本 幹夫、1916年7月13日 - 1943年11月29日）は、アメリカの軍人。日系アメリカ人。第二次世界大戦の折、アメリカ陸軍第100歩兵大隊に一等兵として従軍し、後に名誉勲章受章者となった。

## 経歴
1943年11月29日にイタリア・チェラスオーロで、同じく名誉勲章を授与することとなるアラン・M・オーハタ軍曹とともに、数の面で有利だったドイツ軍の攻撃を撃退していた際に戦死した功績により、当初は殊勲十字章が授与されていた。しかし、1990年代になって全てのアジア系アメリカ人の殊勲十字章受章歴を再調査したところ、名誉勲章に格上げされることとなり、2000年6月21日にホワイトハウスで執り行われた式典において、ハセモトに名誉勲章を授与することが発表された。

## 名誉勲章
ハセモトが受賞した名誉勲章には下記のように記されている。
ミキオ・ハセモト一等兵は、1943年11月29日のイタリア・チェラスオーロ近郊における作戦中の際立って英雄的な行動によって、その名を残すこととなった。機関銃や拳銃、ライフル、手榴弾で武装した約40名の敵兵は、ハセモト一等兵の小隊の左側面から襲撃をかけ、2名の機関銃兵が前進し、発射してきた。BAR(ブローニング・オートマチック・ライフル）射手だったハセモト一等兵は、彼らに立ち向かった。接近してくる敵に弾倉を4本費やした後、自身の武器が破壊された。躊躇することなく、彼は10ヤード後ろまで身を引き、もう一つのBARを固定し、銃が故障するまで、発射し続けた。この時点で、彼と分隊長は約20名の敵兵を殺害した。また、ハセモト一等兵はM1ガーランドを拾うべく、敵の機関銃火の弾幕を通り抜けた。ハセモト一等兵と分隊長は攻撃を続け、更に10名の敵兵を殺害した。僅か3名となった敵兵達が逃走したが、彼と分隊長は果敢にも前方へ突撃し、1名を殺害、1名を負傷させ、1名を捕虜とした。翌日、彼が敵の砲火によって殺害されるまで、ハセモト一等兵は敵の攻撃を撃退し続けた。ミキオ・ハセモト一等兵の類まれな英雄的行為と任務への忠誠は、軍隊の最も崇高な伝統を維持し、また、彼本人やその部隊、ひいてはアメリカ陸軍への大きな信頼をもたらすものであった。